# 長臀小胸電鰻
長臀小胸電鰻，為輻鰭魚綱電鰻目線翎電鰻科的其中一種，為熱帶淡水魚，分布於南美洲巴西、秘魯亞馬遜河流域，體長可達18.5公分，棲息在底中層水域，生活習性不明。

## 扩展阅读
維基物種上的相關：長臀小胸電鰻